# Kaija Mustonen
Kaija Mustonen (n. 4 august 1941, Helsingfors, Finlanda) este o sportivă ce a reprezentat Finlanda, medaliată olimpică. A participat la 2 ediții ale Jocurilor Olimpice (1964, 1968) în care a câștigat o medalie de aur, două medalii de argint și o medalie de bronz.